# Я-Рек
Баран Ярослав Степанович (псевдонім Я-Рек; нар. 17 листопада 1978, Стебник) — український співак, композитор, поет, письменник, фотограф, кліпмейкер та громадський діяч.

## Біографія
Ярослав народився у місті Стебник Львівської області, де тоді проживали його батьки (Степан Баран та Надія, (дівоче та шлюбне прізвище — Гіщак). Проте рід Ярослава походить з околиць польського міста Устрики Нижні, який в 1951 році був примусово виселений на Східну Україну.
У 1994 році Ярослав достроково припинив навчання у 10 класі Стебницької загальноосвітньої школи № 18 і поступив до Дрогобицького музичного училища ім. В. Барвінського (1994—1998). Одночасно навчався в Дрогобицькій вечірній школі, де завершив навчання в 11 класі.
У 1995 році вступив на факультет журналістики Львівського національного університету імені Івана Франка, який закінчив у 2001 році.
У 2003—2005 роках навчався в Київському національному університеті культури та мистецтв за спеціальністю «Менеджер зв'язків з громадськістю», який завершив з відзнакою.
З 1997 року розпочав трудову діяльність з псевдонімом «Я-Река» на посаді ведучого ФМ-радіо «Алсет» у Дрогобичі.
У 1998—2025 роках Ярослав Баран встиг попрацювати на посадах журналіста, менеджера зв'язків з громадськістю, ведучого новин, ведучого масових заходів, коментатора спортивних подій, розробника сайтів, звукорежисера, дизайнера, контент-менеджера, кліпмейкера, фотографа.

## Творчість

Пісенну творчість розпочав з 1995 року. Того ж року став учасником фестивалю авторської пісні «Срібна підкова»
1997 року спільно з Олегом Бачинським створив гурт «Сіріус». На той час Ярослав Баран був автором понад 10 пісень.
1999 року, після розпаду групи «Сіріус», розпочав сольну кар'єру.
2001 рік. Став дипломантом міжнародного фестивалю «Доля».
2002—2004 роки. Період активної концертної діяльності і написання нових пісень.
2004 рік. Ярослав Баран обрав псевдонім «Я-Рек». Ідея належить співакові та радіоведучому Іштвану Геді.
2006 рік. Розпочав співпрацю зі студією звукозапису «Yareksound».
У 2016 році створив своє перше музичне відео з піснею «За законом Архімеда».
Станом на 2025 рік у активі 14 музичних кліпів, понад сотня пісень, участь у багатьох концертах та музичних проєктах.
У 2022 році вийшов перший сольний аудіо-альбом «Давай будем собою», до якого увійшло 16 пісень з різних років.
У 2023 році брав участь у міжнародному благодійному фестивалі «Незламна Україна» (Болгарія).
У 2024 році пісня «Старий оркестр» — надрукована у збірнику «Діти України» (упорядниця Ганна Іваночко) з нотною партитурою та двомовним текстом: українською та польською.
З 1995 по 2022 рік є учасником та переможцем багатьох конкурсів та фестивалів, серед яких «Срібна підкова», «Червона рута», «Шукаю продюсера», «Вітрила пригод», «Шукаю зірку» та ін.
З 2022 по 2025 рік від початку повномаштабного вторгнення, активно виступає на благодійних концертах з проектами «Музика заради життя» та іншими благодійними організаціями.

## Дискографія
Альбом «Давай будем собою» — 2022 рік.

## Пісні
| №  | Назва пісні          | Слова         | Музика        | Виконавець | Джерело                      | Примітки                      |
| -- | -------------------- | ------------- | ------------- | ---------- | ---------------------------- | ----------------------------- |
| 1. | Ти розумієш мене     | Ярослав Баран | Ярослав Баран | Я-РЕК      | Spotify YouTube pisni.org.ua | з альбому «Давай будем собою» |
| 2. | My Yellow Dream      | Ярослав Баран | Ярослав Баран | Я-РЕК      | Spotify YouTube pisni.org.ua | з альбому «Давай будем собою» |
| 3. | Я повертаюсь у Львів | Ярослав Баран | Ярослав Баран | Я-РЕК      | Spotify YouTube pisni.org.ua | з альбому «Давай будем собою» |
| 4. | Для сестри           | Ярослав Баран | Ярослав Баран | Я-РЕК      | Spotify YouTube pisni.org.ua | з альбому «Давай будем собою» |
| 5. | Бути собою           | Ярослав Баран | Ярослав Баран | Я-РЕК      | Spotify YouTube pisni.org.ua | з альбому «Давай будем собою» |
| 6. | Від Різдва до Різдва | Яросав Баран  | Ярослав Баран | Я-РЕК      | YouTube pisni.org.ua         |                               |
| 7. | За законом Архімеда  | Ярослав Баран | Ярослав Баран | Я-РЕК      | YouTube pisni.org.ua         |                               |
| 8. | Полюби               | Ярослав Баран | Ярослав Баран | Я-РЕК      | Spotify YouTube pisni.org.ua | з альбому «Давай будем собою» |
|    |                      |               |               |            |                              |                               |

## Відеографія
| №   | Назва відео                       | Рік  |
| --- | --------------------------------- | ---- |
| 1.  | За законом Архімеда на YouTube    | 2016 |
| 2.  | Ти розумієш мене на YouTube       | 2018 |
| 3.  | Листопад RMX на YouTube           | 2019 |
| 4.  | Людина дощу на YouTube            | 2019 |
| 5.  | Старий оркестр на YouTube         | 2020 |
| 6.  | Спогади про Львів на YouTube      | 2020 |
| 7.  | My Yellow Dream на YouTube        | 2021 |
| 8.  | Ми зможемо на YouTube             | 2022 |
| 9.  | Ти не один на YouTube             | 2023 |
| 10. | Коли є ти на YouTube              | 2023 |
| 11. | Доки всесвіт горить на YouTube    | 2023 |
| 12. | Дихай, цілуй, відчувай на YouTube | 2024 |
| 13. | Полюби на YouTube                 | 2024 |
| 14. | Той хто шукав на YouTube          | 2025 |
| 15. | Музика життя на YouTube           | 2025 |

## Фільмографія
| №  | Назва проекту                                    | Опис | Роль автора                         | Рік випуску |
| -- | ------------------------------------------------ | --- | ----------------------------------- | ----------- |
| 1. | «Устрики — історія розвіяних доль».              | Перша проба автора у документалістиці. Фільм про примусове післявоєнне виселення українців з Надсяння (тепер територія Польщі) у 1951 році. | Режисура, монтаж, зйомка, сценарій. | 2011        |
| 2. | Вузькоколійка «Верхнє Синьовидне — Мальмансталь» | Документальний краєзнавчий фільм про одну зісторичних карпатських залізниць.                                                                | Режисура, сценарій, зйомка, монтаж. | 2021        |
|    |                                                  | |                                     |             |